# Производные единицы СИ
Международная система единиц (СИ) определяет набор из семи основных единиц, из которых формируются все другие единицы измерения. Эти другие единицы называются произво́дными едини́цами СИ и также считаются частью стандарта.
Названия единиц СИ всегда пишутся в нижнем регистре. Однако условные обозначения единиц измерения, названных в честь исторических лиц, всегда записываются с заглавной буквы (например, обозначением герца является Гц).

## Производные единицы, имеющие специальные наименования и обозначения
Производные единицы могут быть выражены через основные с помощью математических операций (например, умножения и деления). Некоторым из производных единиц для удобства присвоены собственные наименования, такие единицы тоже можно использовать в математических выражениях для образования других производных единиц.
| Величина                                 | Единица измерения    | Единица измерения                   | Обозначение | Обозначение   | Выражение через основные единицы |
| Величина                                 | русское наименование | французское/английское наименование | русское     | международное | Выражение через основные единицы |
| ---------------------------------------- | -------------------- | ----------------------------------- | ----------- | ------------- | -------------------------------- |
| Плоский угол                             | радиан               | radian                              | рад         | rad           | м·м−1 = 1                        |
| Телесный угол                            | стерадиан            | steradian                           | ср          | sr            | м2·м−2 = 1                       |
| Температура по шкале Цельсия¹            | градус Цельсия       | degré Celsius/degree Celsius        | °C          | °C            | K-273.15                         |
| Частота                                  | герц                 | hertz                               | Гц          | Hz            | с−1                              |
| Сила                                     | ньютон               | newton                              | Н           | N             | кг·м·c−2                         |
| Энергия                                  | джоуль               | joule                               | Дж          | J             | Н·м = кг·м2·c−2                  |
| Мощность                                 | ватт                 | watt                                | Вт          | W             | Дж/с = кг·м2·c−3                 |
| Давление                                 | паскаль              | pascal                              | Па          | Pa            | Н/м2 = кг·м−1·с−2                |
| Световой поток                           | люмен                | lumen                               | лм          | lm            | кд·ср                            |
| Освещённость                             | люкс                 | lux                                 | лк          | lx            | лм/м² = кд·ср/м²                 |
| Электрический заряд                      | кулон                | coulomb                             | Кл          | C             | А·с                              |
| Разность потенциалов                     | вольт                | volt                                | В           | V             | Дж/Кл = кг·м2·с−3·А−1            |
| Сопротивление                            | ом                   | ohm                                 | Ом          | Ω             | В/А = кг·м2·с−3·А−2              |
| Электроёмкость                           | фарад                | farad                               | Ф           | F             | Кл/В = с4·А2·кг−1·м−2            |
| Магнитный поток                          | вебер                | weber                               | Вб          | Wb            | кг·м2·с−2·А−1                    |
| Магнитная индукция                       | тесла                | tesla                               | Тл          | T             | Вб/м2 = кг·с−2·А−1               |
| Индуктивность                            | генри                | henry                               | Гн          | H             | кг·м2·с−2·А−2                    |
| Электрическая проводимость               | сименс               | siemens                             | См          | S             | Ом−1 = с3·А2·кг−1·м−2            |
| Активность (радиоактивного источника)    | беккерель            | becquerel                           | Бк          | Bq            | с−1                              |
| Поглощённая доза ионизирующего излучения | грей                 | gray                                | Гр          | Gy            | Дж/кг = м²/c²                    |
| Эффективная доза ионизирующего излучения | зиверт               | sievert                             | Зв          | Sv            | Дж/кг = м²/c²                    |
| Активность катализатора                  | катал                | katal                               | кат         | kat           | моль/с                           |

Существуют другие внесистемные единицы, такие как литр, которые не являются единицами СИ, но принимаются для использования вместе с СИ.

## Радиан и стерадиан
Первоначально радиан и стерадиан входили в класс дополнительных единиц системы СИ. Однако в 1995 году XX Генеральная конференция по мерам и весам постановила класс дополнительных единиц из СИ исключить и считать радиан и стерадиан безразмерными производными единицами СИ, имеющими специальные наименования и обозначения.